# Non dirle chi sono
Non dirle chi sono (Don't Tell Her It's Me) è un film commedia del 1990 con protagonisti Steve Guttenberg, Shelley Long, Jami Gertz and Kyle MacLachlan. È stato diretto da Malcolm Mowbray e scritto da Sarah Bird a partire dalla sua novella The Boyfriend School.

## Trama
Gus Kubicek è un vignettista depresso e in sovrappeso a causa di un Linfoma di Hodgkin, dal quale però è guarito. Sua sorella Lizzie Pots, una scrittrice di romanzi, cerca di risollevare l'animo del fratello, spronandolo a cercare l'amore di una donna.
Le presenta quindi una sua amica, Emily, di cui Gus s'innamorerà perdutamente ma, a causa del disagio dovuto al suo stato fisico, non riuscirà mai a fare il suo passo. Finché un giorno deciderà di cambiare totalmente il suo look diventando un motociclista dal carattere forte e solitario e cambiando il nome in Lobo per non farsi scoprire dalla ragazza.
Emily, a sua volta s'innamorerà di Lobo e quando scoprirà la sua vera identità, inizialmente si sentirà tradita dalla sua amica e da Gus, salvo poi alla fine capire di essersi innamorata da sempre di Gus, tornando da lui e dichiarando il suo amore.
I due infine partiranno assieme.